# 627 v.Chr.

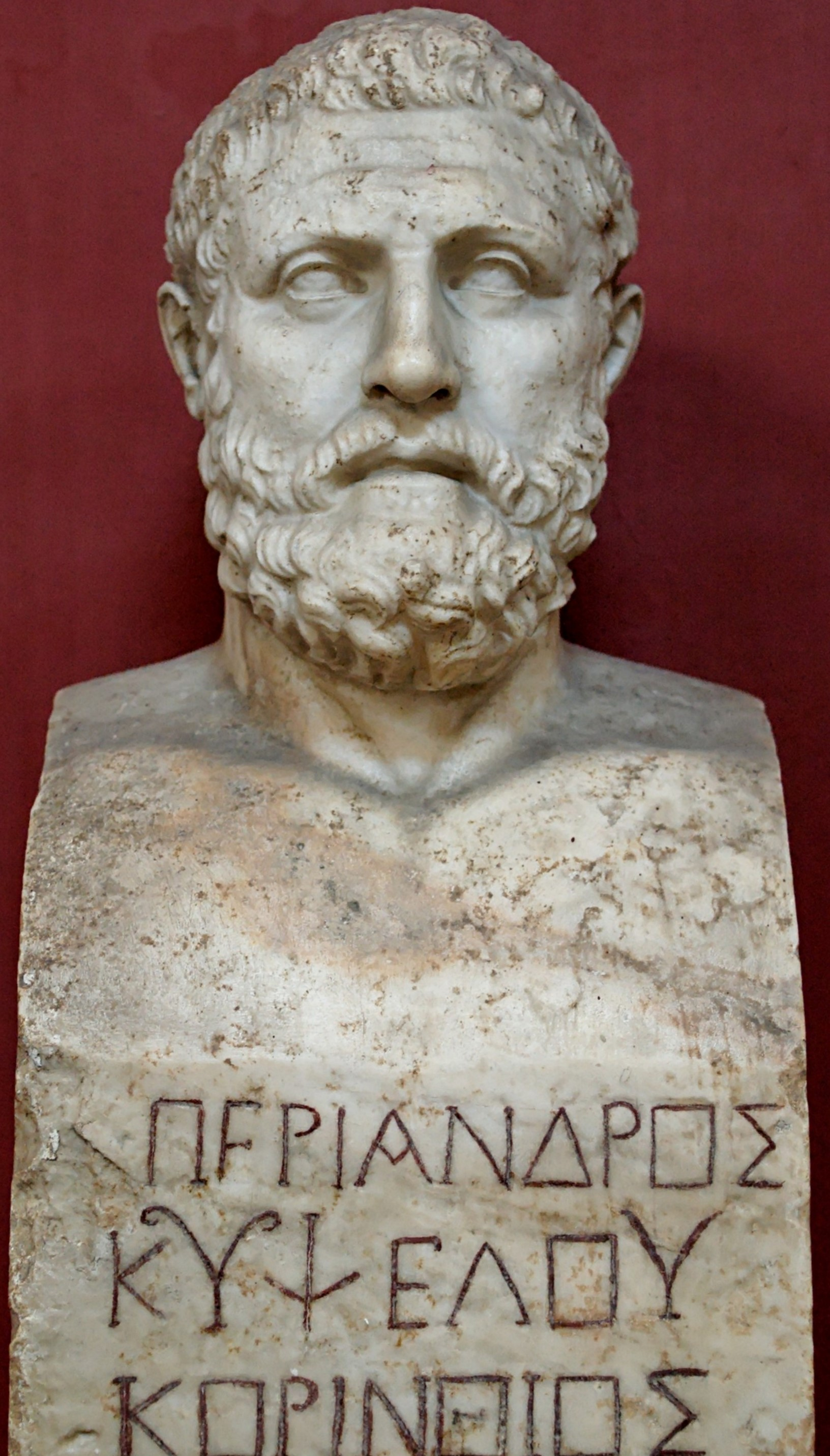
Periander, tiran (turranos) van Korinthe

Het jaar 627 v.Chr. is een jaartal volgens de christelijke jaartelling.

## Gebeurtenissen

### Assyrische Rijk
- Koning Ashur-etil-ilani raakt verwikkeld in een burgeroorlog met zijn broer Sin-shar-ishkun.
- De Meden komen in opstand en de Scythen plunderen het Assyrische Rijk.
- Kroonprins Sin-shar-ishkun wordt onderkoning van Babylonië.

### Babylonië
- Met de dood van zowel Assurbanipal van Assyrië en Kandalanu van Babylonië komt er een einde aan twintig jaar welvaart en vrede tussen beide landen.[1]

### Griekenland
- Cypselus, tiran van Korinthe, overlijdt en wordt opgevolgd door zijn zoon Periander.

### Balkan
- De Illyrische stad Epidamnus (huidige Albanië) wordt ingenomen door de Grieken van het eiland Corfu.[2]

## Overleden
- Assurbanipal, koning van het Assyrische Rijk
- Cypselus, Grieks tiran van Korinthe
- Kandalanu, koning van Babylonië